# オスカー・エンケル

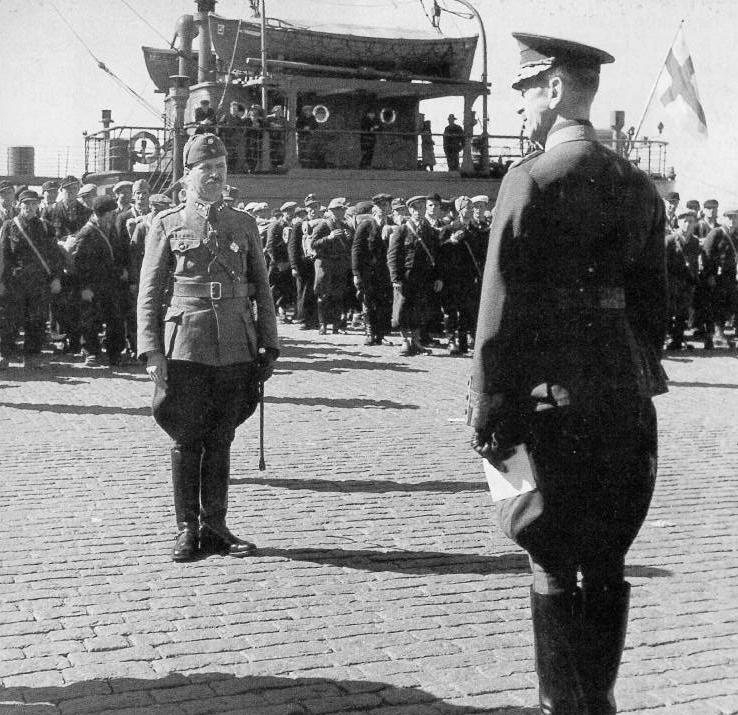
左がエンケル

オスカー・エンケル（Oscar Enckell, 1878年2月18日 - 1960年）は、フィンランドの軍人。中将。
フィンランド幼年団で教育を受け、ロシア帝国軍に入隊した。日露戦争に従軍し、第2満州軍補給総監局先任副官補佐官となる。ニコラエフ参謀本部アカデミーを卒業し、1907年4月から参謀本部の文書事務官補、1913年4月から文書事務官を務めた。その後、情報将校となり、1914年1月にイタリア王国へ派遣された。
十月革命後、フィンランドに帰国してフィンランド軍に入隊した。1919年に沿岸防衛司令官、同年から1924年まで参謀総長を務め、軍創設問題においてカール・グスタフ・エミール・マンネルヘイムの側近となった。1924年に退役した。
冬戦争時、マンネルハイムの在ロンドン・パリ特別全権代表に任命され、英仏の義勇兵部隊編成問題に従事した。1941年から1944年まで、特別全権代表としてマンネルハイムの個人的委任事項を遂行した。フィンランドの対独参戦後、1944年9月に退役した。